# Autopista Taylor
La Autopista Taylor (oficialmente como la Ruta 5) y conocida en inglés como Taylor Highway es una carretera estatal ubicada en el estado de Alaska. La autopista comienza por el sur en la Autopista Alaska en Tetlin Junction y discurre hacia el norte hasta Eagle. La autopista tiene una longitud de 275 km (171 mi).

## Mantenimiento
Al igual que las carreteras estatales, las carreteras federales, la Autopista Taylor es administrada y mantenida por el Departamento de Transporte y Servicios Públicos de Alaska por sus siglas en inglés DOT&PF.

## Localidades principales
La Autopista Taylor es atravesada por las siguientes localidades.
- Tetlin, milla 0 (km 0)
- Chicken, milla 66 (km 106)
- Jack Wade Junction (Autopista Top of the World), milla 96 (km 154)
- Eagle, milla 160 (km 258)